# Най-важните неща
„Най-важните неща“ е български 
2-сериен телевизионен игрален филм (екшън, драма, мюзикъл) от 2001 година на режисьора Иван Андонов, по сценарий на Камен Донев. Оператор е Виктор Чичов.
Текстът на песните е на Александър Петров и Камен Донев. Изпълняват се от Христо Мутафчиев, Белослава, Георги Денков, Камен Донев, Биляна Петринска, Тео Шишманов, Ралица Ангелова, Валди Тотев и Кирил Маричков.

## Сюжет
Сън с 8 тона злато, закопани на 8 метра под земята в пустинята.

## Актьорски състав
| Изпълнител             | Роля           |
| ---------------------- | -------------- |
| Васил Михайлов         | Меридиан       |
| Христо Мутафчиев       | Мазута         |
| Стефка Янорова         | Лидия          |
| Камен Донев            | Зефир          |
| Христо Шопов           | Гаврил         |
| Йоана Буковска         | Ангелина       |
| Иван Ласкин            | Иларион        |
| Десислава Тенекеджиева | Мелинда        |
| Анастасия Ингилизова   | Ганка          |
| Биляна Петринска       | Кремена        |
| Александра Сърчаджиева | Маринела       |
| Веселин Ранков         | професор Фараш |
| Нели Топалова          | водещата       |
| Георги Русев           | усмихнатия     |
| Павел Поппандов        | високия        |
| Живка Ганчева          | малката        |
| Роберт Янакиев         | Михалаки       |
| Мария Миланова         | майката        |
| Детелин Кандев         | бащата         |
| Станимир Стаматов      | клошар         |
| Виолета Ерменкова      | сервитьорка    |
| Юлиан Маринов          | братът         |
| Владимир Колев         | бодигард 1     |
| Кирил Ефремов          | бодигард 2     |
| Бойко Боянов           | бодигард 3     |
| Иван Цанов             | бодигард 4     |
| Делян Дъбов            | бодигард 5     |
| в епизодите            |                |
| Мариана Миланова       |                |
| Мина Новакова          |                |
| Нина Арнаудова         |                |
| Сашка Братанова        |                |
| Бистра Марчева         |                |
| Лиляна Шопова          |                |
| Зорница Петкова        |                |
| Надя Атанасова         |                |
| Николай Кипчев         |                |
| Георги Миндов          |                |

и други